# 첸딘 돈독둘람

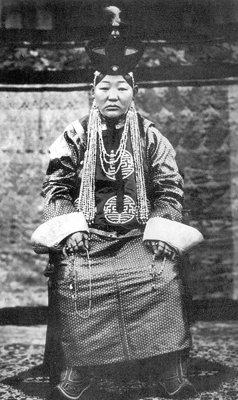
1912년 시절의 첸딘 돈독둘람

첸딘 돈독둘람(Дондогдулам, 1876년 11월 15일 ~ 1923년 4월 30일)은 복드 칸국 군주였던 복드 칸의 황후(영부인)이다.

## 일생

### 어린 시절
1876년 11월 15일 청나라 네이멍구 자치구 바오터우의 티베트 불교 계파 중급 귀족 집안에서 출생하였으며 지난날 한때 청나라 외몽골 지방 울란 바토르에서 잠시 유아기를 보낸 적이 있는 그녀는 그 후 1879년 3세 시절 청나라 외몽골 지방 헹티 주 은드르항에 이주하여 줄곧 그곳에서 성장하였다.

### 티베트 불교 직무 수장이었던 복드 칸과의 결혼
1895년에는 제쮠담바 후툭투(티베트 불교 직무 수장)이었던 7년 연상의 복드 칸을 만나 7년 연애 끝에 1902년 그와 결혼하여 이후 그와의 사이에는 1남을 두었다. 그러나 1904년 출생한 복드 칸과 첸딘 부부의 아들은 1912년 복드 칸국 황태자 책봉 대세에도 올랐지만 끝내 황태자 책봉 결단 체제가 아직 단행되기 전이었던 1913년에 향년 9세로 훙서하였다.

### 몽골 국가수반 영부인 전력
부군이었던 복드가 몽골 자치과도정부국을 수립하면서 그는 1911년 12월 29일에서 1919년 12월 29일까지 몽골 황후로 임직하였고 부군이 1919년 12월 29일에서 1921년 12월 29일까지 몽골 국가원수로 재임하면서 몽골 영부인으로 임직하였으며 1921년 12월 29일에서 1920년 4월 30일을 기하여 병사할 때까지 몽골 국가주석 영부인을 지냈다. 부군 복드 칸이 몽골 자치과도정부국 군주 시절에도 공산주의 계파 신봉 군주 체제를 표방했지만 그녀는 공산주의에 입접하지 않았고 1921년 12월 16일을 기하여 부군 복드 칸이 명예고문위원장을 지낸 몽골 인민당에도 일절 입당하지 않았다. 다른 한편으로 그녀는 1918년 2월 중순을 기하여 5년간 와병을 하다가 결국 1923년 4월 30일을 기하여 향년 47세로 서거하였다.